# Exoprosopa triplex
Exoprosopa triplex är en tvåvingeart som beskrevs av Mario Bezzi 1924. Exoprosopa triplex ingår i släktet Exoprosopa och familjen svävflugor.
Artens utbredningsområde är Kongo-Kinshasa. Inga underarter finns listade i Catalogue of Life.